# Norwegian
Norwegian je norveška zrakoplovna kompanija sa sjedištem u Oslu. Podružnica je IAG grupe. Po cijelome svijetu kompanija djeluje kao redovni putnički i teretni zračni prijevoznik leteći prema 153 destinacije.

## Flota
Norwegian flota sastoji se od sljedećih zrakoplova.
- 115 Boeing 737-800 ;
- 12 Boeing 737 MAX 8 ;
- 8 Boeing 787-8 ;
- 22 Boeing 787-9.

## Unutarnje poveznice
- Najveće svjetske zrakoplovne tvrtke